# فلمستید ۴۹۸۷
سیارک ۴۹۸۷ (به انگلیسی: 4987 Flamsteed، نامگذاری:1980FH12) چهار هزار و نهصد و هشتاد و هفتمین سیارک کشف شده‌است که در ۲۰ مارس ۱۹۸۰ کشف شد.
قدر مطلق سیارک برابر ۲۸.۲ است.